# Marek Kolář
Marek Kolář (* 8. května 1989 Brno) je český herec. 
Nejprve vystudoval Biskupské gymnázium v Brně, a následně pokračoval na JAMU v Brně, kde v roce 2013 úspěšně ukončil studium v oboru muzikálové herectví. Kromě divadla se v minulosti věnoval také hudbě a společenskému tanci, ve kterém získal několik cen.
V roce 1998 Vystudoval muzikálové herectví na brněnské JAMU. Poté nastupuje do angažmá do zpěvohry Národního divadla Brno. Od roku 2004 je ve stálém angažmá Městského divadla Brno. Ve volném čase rád jezdí na motorce. 

## Role v Městském divadle Brno
- Serpuchovskoj – Anna Karenina
- Company – Mamma Mia!
- Miroslav Němec, klavírní virtuos, 2. delegát z magistrátu, 1. novinář, 1. německý voják – Skleněný pokoj
- Hospodský – Devět křížů
- Řezník Alwyn, Přítel opilce, Námořník I., Měšťan V., Tuarég I., Kuplíř, Otrok I., Student V., Nakažený morem V., Žid V., Mulláh V. – Medicus
- Stíny, Voltemand – Hamlet aneb Hádala se duše s tělem
- Mal Beineke – The Addams Family
- Farář – Heidi
- Muži v Eastwicku – Čarodějky z Eastwicku